# Zeke Mostov
Ezekiel Zeke Mostov, né le 30 juillet 1996 à San Francisco, est un coureur cycliste américain. 

## Palmarès
- 2013
  - 2e du championnat des États-Unis du contre-la-montre juniors
  - 2e du championnat des États-Unis de la course aux points juniors
  - 2e de l'Int. 3 Etappenfahrt der Rad. Junioren
  -  Médaillé de bronze au championnat du monde du contre-la-montre juniors
- 2014
  - 2e du Tour de l'Abitibi
  - 5e du championnat du monde du contre-la-montre juniors
- 2018
  - 1re étape du Tour Alsace (contre-la-montre par équipes)
  - 3e du championnat des États-Unis du contre-la-montre espoirs
  - 3e du championnat des États-Unis sur route espoirs

## Classements mondiaux
| Année            | 2018 |
| ---------------- | ---- |
| UCI America Tour | 169e |